# Bol'šaja Përa
La Bol'šaja Përa (in russo Большая Пёра?) è un fiume della Siberia Orientale, affluente di destra della Zeja (bacino idrografico dell'Amur). Scorre nei rajon Šimanovskij e Svobodnenskij dell'oblast' dell'Amur, in Russia.
Il fiume ha origine dalla confluenza dei fiumi Përa e Belava sull'altopiano dell'Amur e della Zeja, a nord-ovest della città di Šimanovsk. La direzione generale del flusso è verso sud-est, lungo l'intera lunghezza del fiume corre parallela al fiume la ferrovia Transiberiana. Sfocia nel canale Perskaja (sul lato destro della Zeja) dentro il territorio della città di Svobodnyj. La sua lunghezza è di 145 km; il bacino del fiume è di 4 400 km². La valle è ampia e paludosa. Il canale è stretto, la corrente è lenta. È possibile la navigazione di piccolo cabotaggio.